# 掛橋わこう
掛橋 わこう（かけはし わこう）は、日本の作詞家。

## 略歴・人物
- 主に演歌の作詞を手がけている。幸斉たけしが代表を務める音楽事務所・ケイオフィスに所属している[1]。

## 主な作詞作品
- 扇ひろ子
  - 「深川美人」（2015年）

- 大石まどか
  - 「恋待ち港」（2005年）

- 金田たつえ
  - 「天北原野」（2010年）

- 新沼謙治
  - 「今きたよ」（2013年）
  - 「俺の昭和が遠くなる」（2016年）
  - 「もう君はいないのか」（2022年）

- 西尾夕紀
  - 「故郷厳冬」（2017年）
  - 「夜桜狂女」（2019年）

- 山田かつし
  - 「はぐれ雲」「人生…」（2014年）

- 結城さおり
  - 「三十路四十路は生意気盛り」（2016年）